# The Wiggles
The Wiggles este o formație australiană de muzică pentru copii, înființată în 1991, la Sydney, New South Wales.
Membrii inițiali ai formației au fost Anthony Field, Phillip Wilcher, Murray Cook, Greg Page, și Jeff Fatt.
După 2013, membrii formației au fost: Anthony Field, Lachlan Gillespie, Simon Pryce și Emma Watkins.

## Membri
- Anthony Field (n. 8 mai 1963) (1991-prezent)
- Simon Pryce (n. 7 martie 1972) (2013-prezent)
- Lachlan Gillespie (n. 23 octombrie 1985) (2013-prezent)
- Emma Watkins (n. 21 septembrie 1989) (2013-prezent)

## Foști membri
- Murray Cook (n. 30 iunie 1960) (1991-2013)
- Jeff Fatt (n. 21 iulie 1953) (1991-2013)
- Greg Page (n. 16 ianuarie 1972) (1991-2006; 2012-2013)
- Phillip Wilcher (n. 16 martie 1958) (1991-1992)
- Sam Moran (n. 4 aprilie 1978) (2006-2012)

## The Wiggles în România
The Wiggles s-a difuzat pe KidsCo în România în anul 2008.

## Discografie
- The Wiggles (1991)
- Here Comes a Song (1992)
- Stories and Songs: The Adventures of Captain Feathersword the Friendly Pirate (1993)
- Yummy Yummy (1994)
- Big Red Car (1995)
- Wake Up Jeff! (1996)
- Wiggly, Wiggly Christmas (1996)
- The Wiggles Movie Soundtrack (1997)
- Toot, Toot! (1998)
- It's a Wiggly Wiggly World (2000)
- Wiggle Time! (2000)
- Yule Be Wiggling (2000)
- Hoop Dee Doo: It's a Wiggly Party (2001)
- Wiggly Safari (2002)
- Wiggle Bay (2002)
- Go to Sleep Jeff! (2003)
- Whoo Hoo! Wiggly Gremlins! (2003)
- Top of the Tots (2003)
- Cold Spaghetti Western (2004)
- Santa's Rockin'! (2004)
- Sailing Around the World (2005)
- Here Comes the Big Red Car (2006)
- It's Time to Wake Up Jeff! (2006)
- Splish Splash Big Red Boat (2006)
- Racing to the Rainbow (2006)
- Getting Strong! (2007)
- Pop Go the Wiggles! (2007)
- You Make Me Feel Like Dancing (2008)
- Sing a Song of Wiggles (2008)
- Go Bananas! (2009)
- Hot Poppin' Popcorn (2009)
- Let's Eat (2010)
- Ukulele Baby! (2011)
- It's Always Christmas with You! (2011)
- Surfer Jeff (2012)
- Taking Off! (2013)
- Furry Tales (2013)
- Pumpkin Face (2013)
- Go Santa Go! (2013)
- Apples & Bananas (2014)
- Wiggle House (2014)
- Rock & Roll Preschool (2015)
- Meet the Orchestra! (2015)
- Wiggle Town! (2016)
- Carnival of the Animals (2016)
- Dance Dance! (2016)
- Nursery Rhymes (2017)
- Duets (2017)
- Wiggly, Wiggly Christmas! (2017)
- Nursery Rhymes 2 (2018)
- Wiggle Pop! (2018)
- Big Ballet Day! (2019)
- Party Time! (2019)
- Fun and Games (2020)